# Harry Budd
Sir Harry Vincent Budd, Kt (* 18. Februar 1900 in Murwillumbah, New South Wales; † 8. März 1979 in Mosman, New South Wales) war ein australischer Journalist und Politiker der Country Party, der zwischen 1946 und 1978 mehr als 32 Jahre lang Mitglied im Parlament von New South Wales war und von 1966 bis 1978 als Präsident des dortigen Oberhauses, des Legislative Council fungierte.

## Leben
Harry Vincent Budd war der Sohn des Politikers Arthur Eames Budd (1870–1957), der von 1927 bis 1944 Mitglied der NSW Legislative Assembly, des Unterhauses des Parlaments war, und dessen Ehefrau Annie Knight. Nach seiner schulischen Ausbildung an öffentliche Schulen in Murwillumbah und durch Hauslehrer arbeitete er zunächst als Journalist für die Tageszeitung Tweed Daily, deren Redakteur er von 1921 bis 1923 war. 1923 wechselte er zur Tageszeitung The Daily Telegraph in Sydney und war dort bis 1930 als Redakteur beschäftigt. Während dieser Zeit hatte er seinen ersten beruflichen Kontakt mit dem Parlament als Reporter in der Pressegalerie des Parlamentsgebäudes. Im Anschluss war er zwischen 1931 und 1971 war er vierzig Jahre lang Chefredakteur von The Land, einer 1911 gegründeten Zeitung, die sich insbesondere mit ländlichen Themen und Anliegen befasst.
Budd, der von 1944 bis 1974 Mitglied des Zentralen Exekutivvorstandes der Country Party war, wurde am 23. April 1946 erstmals Mitglied im Parlament von New South Wales und war bis zum 5. November 1978 mehr als 32 Jahre lang Mitglied des dortigen Legislativrates (NSW Legislative Council), des Oberhauses des Parlaments, in das er am 14. März 1946, 21. November 1957 und 12. März 1970 jeweils indirekt gewählt wurde. Er wurde schnell zum Vorsitzenden der Country Party im Oberhaus gewählt. Er nutzte seine politische Bekanntheit, um sich für die Interessen der ländlichen Gemeinschaft in ganz New South Wales einzusetzen, und war ein ausgesprochener Befürworter einer dezentralisierten Preisgestaltung für Rohstoffe und bevorzugte ein System eines effizient organisierten Industriemarketings zur Förderung ländlicher Produkte. Er sprach zu einer Vielzahl von Themen, von der Rolle der Presse im Parlament über die Regeln der Gerichtsbarkeit bis hin zur Befugnis, Mitglieder aus dem Parlament auszuschließen. 1950 wurde er Vizepräsident des Medical Benefits Fund of Australia Limited, einem Fonds zur Erbringung medizinischer Dienstleistungen. Daneben war er zwischen 1953 und 1955 Vorstandsvorsitzender des Institute of Journalists sowie von 1958 bis 1976 Direktor des Fernsehsenders Country Television Services Ltd. 1964 nahm er als Delegierter und Berater an der 4. Asien-Regionalkonferenz der UNESCO in Bangkok teil.
Als Nachfolger des am 22. Mai 1966 verstorbenen William Edward Dickson von der Australian Labor Party (ALP) wurde Harry Budd am 9. August 1966 schließlich selbst President of the New South Wales Legislative Council und war damit bis zu seiner Ablösung durch den ALP-Politiker Johno Johnson am 5. November 1978 Präsident des Oberhauses. Ihm wurde die Erlaubnis zum Tragen des Ehrentitels The Honourable auf Lebenszeit gewährt. Seine lange Verbindung mit dem Parlament ermöglichte es ihm, die Konventionen und das Protokoll der Kammer aufrechtzuerhalten. Er förderte besonders aktiv die Diskussion über die Verwaltung der australischen Parlamente und hielt mehrere Jahre lang mehrere wichtige Vorträge auf Konferenzen der Vorsitzenden und Angestellten. Daneben war er zwischen 1968 und 1972 Vorstandsvorsitzender von Western Newspapers Limited und engagierte sich darüber hinaus als Mitglied des Rates der von der Church of England betriebenen Girls’ Grammar School. Für seine langjährigen Verdienste wurde er im Zuge der sogenannten „New Year Honours“ am 1. Januar 1970 zum Knight Bachelor (Kt) geschlagen, so dass er seither den Namenszusatz „Sir“ führte.
Aus seiner am 25. Januar 1970 geschlossenen Ehe mit Colina McDonald White gingen zwei Söhne und zwei Töchter hervor.

## Hintergrundliteratur
- The Presiding Officers of the Parliament of New South Wales, Sydney, 1995